# Горна Сушица
Го̀рна Сушѝца е село в Югозападна България. То се намира в община Сандански, област Благоевград.

## География
Село Горна Сушица се намира в планински район.

## История
Според старо предание жителите на селото са преселници от Неврокопския край. По време на падането на тези земи под османска власт, те са принудени да избягат от родния си край и да се заселят на по-безопасно място. Така успяват да съхранят имената и религията си.
В „Етнография на вилаетите Адрианопол, Монастир и Салоника“, издадена в Константинопол в 1878 година и отразяваща статистиката на населението от 1873 година, Горна Сушица (Gorna souchitsa) е посочено като село с 85 домакинства с 300 жители българи.
В 1891 година Георги Стрезов пише за селото:
| „ | Горна Сушица, по същата посока от Мелник, малко нещо по̀ на С от горното село. Поминъкът на селянете същият; околност еднаква; 45 къщи българе. | “ |

Между 1896 – 1900 година селото преминава под върховенството на Българската екзархия. Към 1900 година според изследванията на Васил Кънчов („Македония. Етнография и статистика“) селото наброява 515 жители, от които 500 българи-християни и 15 власи.
Според статистиката на секретаря на Българската екзархия Димитър Мишев („La Macédoine et sa Population Chrétienne“) в 1905 година християнското население на Горна Сушица наброява 560 българи екзархисти. В селото функционира българско начално училище с 1 учител и 22 ученици.
На 10 февруари 1908 година според митрополит Емилиан Мелнишки от заловен край Мелник куриер на ВМОРО, носещ писмо от организацията до комитета в село Манджово, властите разбират, че четата на Яне Сандански от 12 души се укрива в къщата на Дино Бориков. Къщата е обсадена, но четата успява да се измъкне. Властите арестуват много жители на селото, включително Бориков.
В 1912 година е построена църквата „Свети Димитър“.
При избухването на Балканската война в 1912 година единадесет души от Горна и Долна Сушица са доброволци в Македоно-одринското опълчение.

## Население

### Етнически състав
Преброяване на населението през 2011 година.
Численост и дял на етническите групи според преброяването на населението през 2011 г.:
|                     | Численост |
| Общо                | 28        |
| Българи             | 28        |
| Турци               | -         |
| Цигани              | -         |
| Други               | -         |
| Не се самоопределят | -         |
| Неотговорили        | -         |

## Културни и природни забележителности
Над село Сушица има 3 язовира – голям, среден и малък.

## Редовни събития
Всяка година на Петковден се провежда традиционният събор на селото. На площада пред черквата се прави курбан за здраве.
Празникът на селото е на 29 юни, Петровден, като също се прави курбан. Третият курбан се прави на 2 май.

## Личности
Родени в Горна Сушица
- Гоце Манолев (1872 – 1924), деец на ВМРО
- Димитър Апостолов (1882 – 1922), деец на ВМРО, убит през септември 1922 година от органи на полицията при конфликта на ВМРО с правителството на БЗНС.[11]
- Динчо Балкански (? - 1924), деец и войвода на ВМРО
- Стоян Ангов (12.05.1869 – ?), деец и четник на ВМРО в Мелнишко[12]